# Crudia zeylanica
Crudia zeylanica är en ärtväxtart som först beskrevs av George Henry Kendrick Thwaites, och fick sitt nu gällande namn av George Bentham. Crudia zeylanica ingår i släktet Crudia, och familjen ärtväxter. IUCN kategoriserar arten globalt som utdöd. Inga underarter finns listade i Catalogue of Life.